# Cañadas de San Simón
Cañadas de San Simón är en ort i kommunen Tejupilco i delstaten Mexiko i Mexiko. Samhället hade 161 invånare vid folkräkningen 2020.